# Іоанна I (графиня Оверні)
Іоанна I (фр. Jeanne I. d’Auvergne;  8 травня 1326 —  29 вересня 1360) — графиня Оверні і Булоні з 1332 року. Королева консорт Франції з 1350 року як дружина короля Іоанна II Доброго.

## Життєпис
Іоанна I була дочкою Вільгельма XII, графа Оверні та Булоня, від його дружини Маргарити, сестри Філіппа III Наварського. Вона успадкувала графства Оверні та Булонь після смерті батька  в 1332 році. 26 вересня 1338 роки вийшла заміж за Філіппа Бургундського — сина герцога Еда IV. Філіпп прийняв титул графа Оверні і Булоні. У 1346 році він загинув у результаті нещасного випадку під час облоги Егільона. У них було троє дітей:
- Жанна (1344—1360)

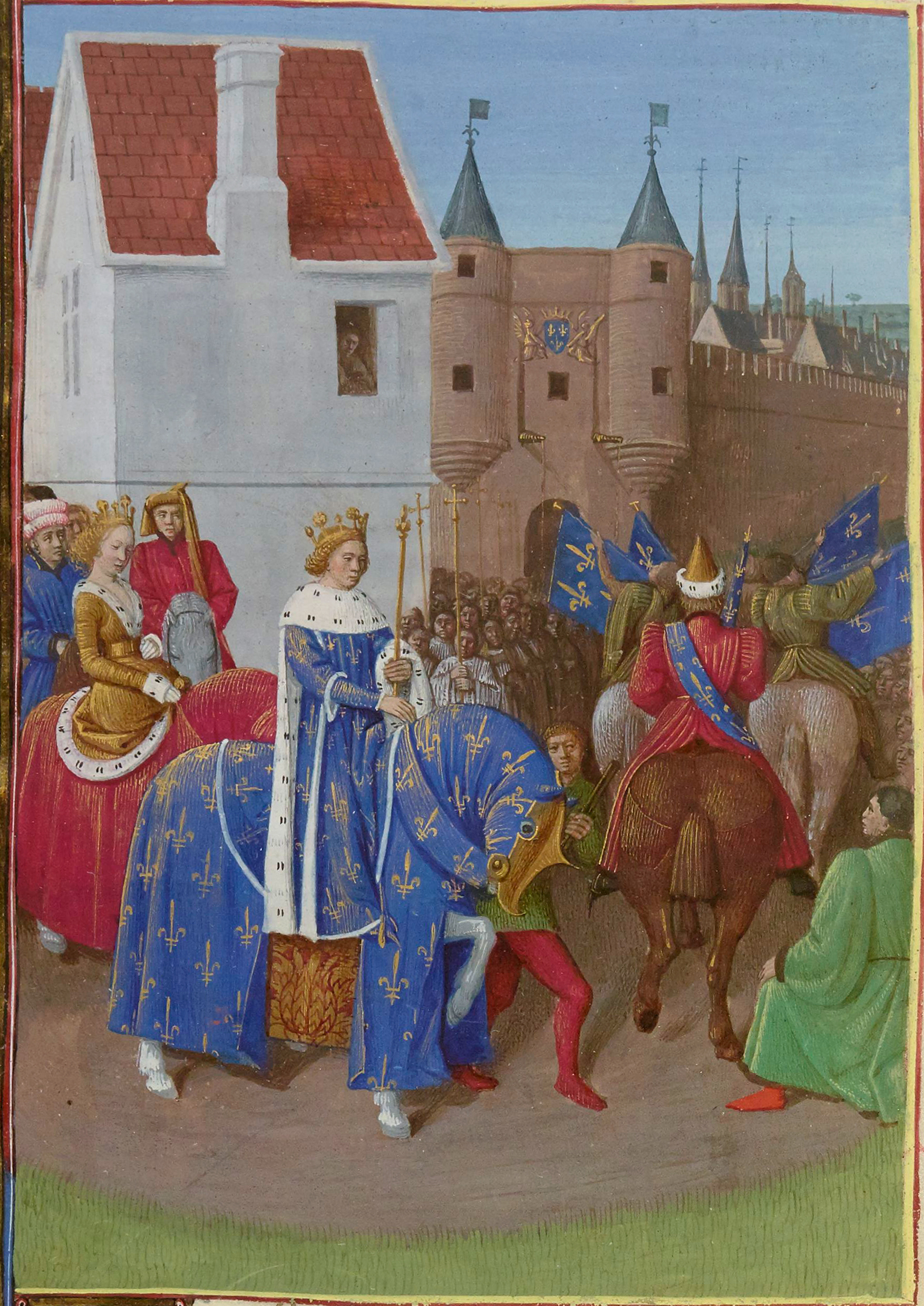
Іоанна I д'Овернь на мініатюрі з Великої хроніки Франції

- Маргарита, померла в дитячому віці
- Філіпп I Руврський (1346—1361), герцог Бургундії. Він протягом більшої частини свого короткого життя був герцогом Бургундії (успадкувавши титул від свого діда).

Після смерті свекра в 1350 році Іоанна стала регентом Бургундії, герцогом якої був її чотирьохрічний син. 19 лютого 1350 року вона вийшла заміж за Іоанна Валуа, спадкоємця французького престолу, який того ж року став королем. Це був другий шлюб для них обох, перша дружина Іоанна, Бона з Богемії, померла від Чорної смерті і залишила Іоанові восьмеро дітей, тому він мав сина - спадкоємця. Їх спільних троє дітей ( дві дівчинки та неназваний син) померли в дитинстві.
19 вересня 1356 король Іоанн II потрапив в полон до англійців, з якого звільнився тільки в 1360 році за умовами мирного договору в Бретіньї. Іоанна померла у вересні того ж року. Булонь і Овернь успадковував її син Філіпп Бургундський. Незабаром він став жертвою чуми. Його графські володіння перейшли до Жана I Овернського — дядька Іоанни I.